# Блявтамак
Блявтама́к (в переводе с башкирского — «Устье Блявы»; в XIX веке — деревня Юмагузина 3-я) — посёлок в составе городского округа Медногорск Оренбургской области. Входил в состав Рысаевского сельсовета.

## География
Самое северное поселение городского округа. Расположено на левом берегу реки Кураган, около 9 км на север от центра Медногорска. Высота над уровнем моря 325 м.

## История
Основан, согласно преданию, в середине XIX века. Назывался в то время 3-е Юмагузино, т.к. по легенде здесь поселился третий сын Юмагузы. Впоследствии поселок стал назваться Блявтамак (в переводе с башкирского «устье Блявы»).
На территории поселка в 1929 году была организована сельхозартель, в которую было объединено 47 дворов. Члены артели вместе пахали, сеяли. Делили урожай по труду, при этом учитывалось сколько лошадей было у члена артели и сколько человек из семьи работало.
В 1930 году в Блявтамаке был организован колхоз «Красный пахарь», позднее он неоднократно менял свое название (был и колхозом имени Салавата Юлаева, позднее носил название Кзыл-Юлдуз). Первым председателем колхоза был Биккужин Н.М. В колхоз обобществляли не только лошадей, но и сельскохозяйственный инвентарь: телеги, сабаны, лобогрейки. После опубликования в 1935 году статьи И.В. Сталина об ошибках коллективизации несколько семей вышли из колхоза. 
Колхоз выращивал овощи, зерно, разводил крупный рогатый скот. Впоследствии колхоз стал подсобным хозяйством Медногорского медно-серного комбината. Он снабжал город молоком, мясом, овощами.
В грозные 41-45 годы из поселка Блявтамак ушли на фронт 120 человек, не вернулись с полей сражений 40 блявтамакцев. 
В конце 1950-х годов подсобное хозяйство комбината вошло в совхоз «Медногорский», который имел 4 отделения:
- 1 отделение – Центральная усадьба в поселке Блавтамак;
- 2 отделение – села Кидрясово и Новониколаевка;
- 3 отделение – село Идельбаево;
- 4 отделение - село Блява.

Каждое отделение выполняло свою работу. Центральная усадьба и Идельбаево занимались выращиванием картофеля и других овощей, молочно-мясным скотоводством и птицеводством.
Совхоз «Медногорский» просуществовал до 1994 года, потом был переименован в СПК «Медногорский», а в 2003 году был закрыт. Вместе с ним были закрыты центральная контора, базы для скота и детский сад

## Население
| 2010 |
| ---- |
| 946  |

Проживают русские, башкиры.

## Известные уроженцы
- Кунакова, Райхана Валиулловна — проф., д. х. н.
- Ягафаров, Аллабирде Нурмухаметович - один из лидеров Башкирского национального движения.

## Инфраструктура
Средняя школа, почтовое отделение, фельдшерско-акушерский пункт.

## Транспорт
С Медногорском связан автобусным сообщением.